# Ореховенская волость
Ореховенская волость — административно-территориальная единица 2-го стана Медынского уезда Калужской губернии. Центр — село Ореховня. 

## Состав
В 1913 году в неё входили населённые пункты (курсивом показаны бывшие):
- Агарево (Огарево), деревня 55°04′19″ с. ш. 35°15′54″ в. д.HGЯO
- Агафьино
- Александровка (Зимухино), деревня 55°08′52″ с. ш. 35°16′19″ в. д.HGЯO
- Александровский хутор 55°01′44″ с. ш. 35°15′52″ в. д.HGЯO
- Болтомилово, деревня 55°08′15″ с. ш. 35°14′53″ в. д.HGЯO
- Буканово, деревня 55°02′17″ с. ш. 35°14′04″ в. д.HGЯO
- Волынцы(Чернышевка), деревня
- Воиново, деревня 55°02′15″ с. ш. 35°22′46″ в. д.HGЯO
- Волково (Фомино), деревня 55°02′12″ с. ш. 35°18′07″ в. д.HGЯO
- Дмитровка (Лукьянино), деревня 55°02′01″ с. ш. 35°19′03″ в. д.HGЯO
- Дятлово (Новосёлки), деревня 55°03′17″ с. ш. 35°21′32″ в. д.HGЯO
- Ершово, сельцо 55°06′51″ с. ш. 35°13′43″ в. д.HGЯO (Шебановская волость)
- Ефаново(Ивановское), деревня
- Желанье, село 55°01′54″ с. ш. 35°23′31″ в. д.HGЯO
- Зубово, деревня
- Игумново, деревня
- Костино, деревня 55°01′43″ с. ш. 35°23′54″ в. д.HGЯO
- Красное, деревня
- Кузнецово(Старое село), деревня
- Леоники (Леонтьева), деревня 55°06′54″ с. ш. 35°16′00″ в. д.HGЯO
- Меленьтево, деревня
- Мурыгино(Красный холм), деревня 55°08′40″ с. ш. 35°12′31″ в. д.HGЯO стана Брагин Холм (Шебановская волость)
- Ново-Александровское, сельцо
- Ореховня, село
- Остролучье, деревня 55°05′52″ с. ш. 35°14′24″ в. д.HGЯO (Шебановская волость)
- Ореховня (выселки), деревня
- Паньшино, деревня
- Печурино, деревня 55°05′16″ с. ш. 35°15′45″ в. д.HGЯO
- Петро-Юрьево(Юрьево), деревня 55°01′42″ с. ш. 35°11′48″ в. д.HGЯO
- Полусадово, деревня55°03′51″ с. ш. 35°17′38″ в. д.HGЯO
- Поляны, деревня — 55°06′42″ с. ш. 35°16′32″ в. д.HGЯO (Шебановская волость)
- Раменье, деревня 55°07′51″ с. ш. 35°13′43″ в. д.HGЯO (Шебановская волость)
- Семеновское, деревня (Шебановская волость)
- Сидорово, деревня 55°07′03″ с. ш. 35°12′08″ в. д.HGЯO (Шебановская волость)
- Синеев, хутор 55°08′06″ с. ш. 35°17′14″ в. д.HGЯO
- Степаники, деревня 55°07′01″ с. ш. 35°14′42″ в. д.HGЯO (Шебановская волость)
- Ушаково, деревня
- Хрячки, хутор
- Химина, деревня 55°03′41″ с. ш. 35°13′37″ в. д.HGЯO
- Челищево, село
- Шахово, деревня 55°01′58″ с. ш. 35°20′40″ в. д.HGЯO
- Шабановский хутор — бывшее село Шебаново.